# Église d'Himanka
L'église d'Himanka (en finnois : Himangan kirkko) est une église construite à Himanka en Finlande.

## Histoire
L'édifice conçu par Jacob Rijf dans un  style néo-classique est construit en 1794.
Le retable peint par Johan Gustav Hedman en 1845 représente le Christ sur la croix.